# Librado Silva García
Librado Silva García fue un político mexicano miembro del Partido Revolucionario Institucional. Fue Presidente Municipal de Cuauhtémoc (Colima). Fue diputado local por el PRI en la XLVII Legislatura del Congreso del Estado de Colima y en la LI Legislatura del Congreso del Estado de Colima. Fue dirigente de la Liga de Comunidades Agrarias y Sindicatos Campesinos del Estado de Colima. Fue oficial mayor de Gobierno (lo que hoy se conoce como secretario de Administración) durante el gobierno de Griselda Álvarez. Fue, entre otras cosas, secretario general de la Confederación Nacional Campesina en Colima, presidente del comité estatal del PRI y coordinador del Congreso de Colima, así como diputado federal. Actualmente ejerce como notario público en Tecomán.
| Predecesor: Cecilio Lepe Bautista      | Diputado federal por el II Distrito de Colima 1997 - 2000 | Sucesor: Roberto Preciado Cuevas |
| Predecesor: Rodolfo González Rodríguez | Presidente Municipal de Cuauhtémoc, Colima 1980 - 1982    | Sucesor: Lino Romero Velasco     |